# Griethausen
Griethausen, ein ehemaliges Fischerdorf direkt am Altrhein gelegen, ist ein Ortsteil der Stadt Kleve. In Griethausen leben nach Angaben der Stadt Kleve 1246 Einwohner auf einer Fläche von 152 Hektar.

## Geschichte

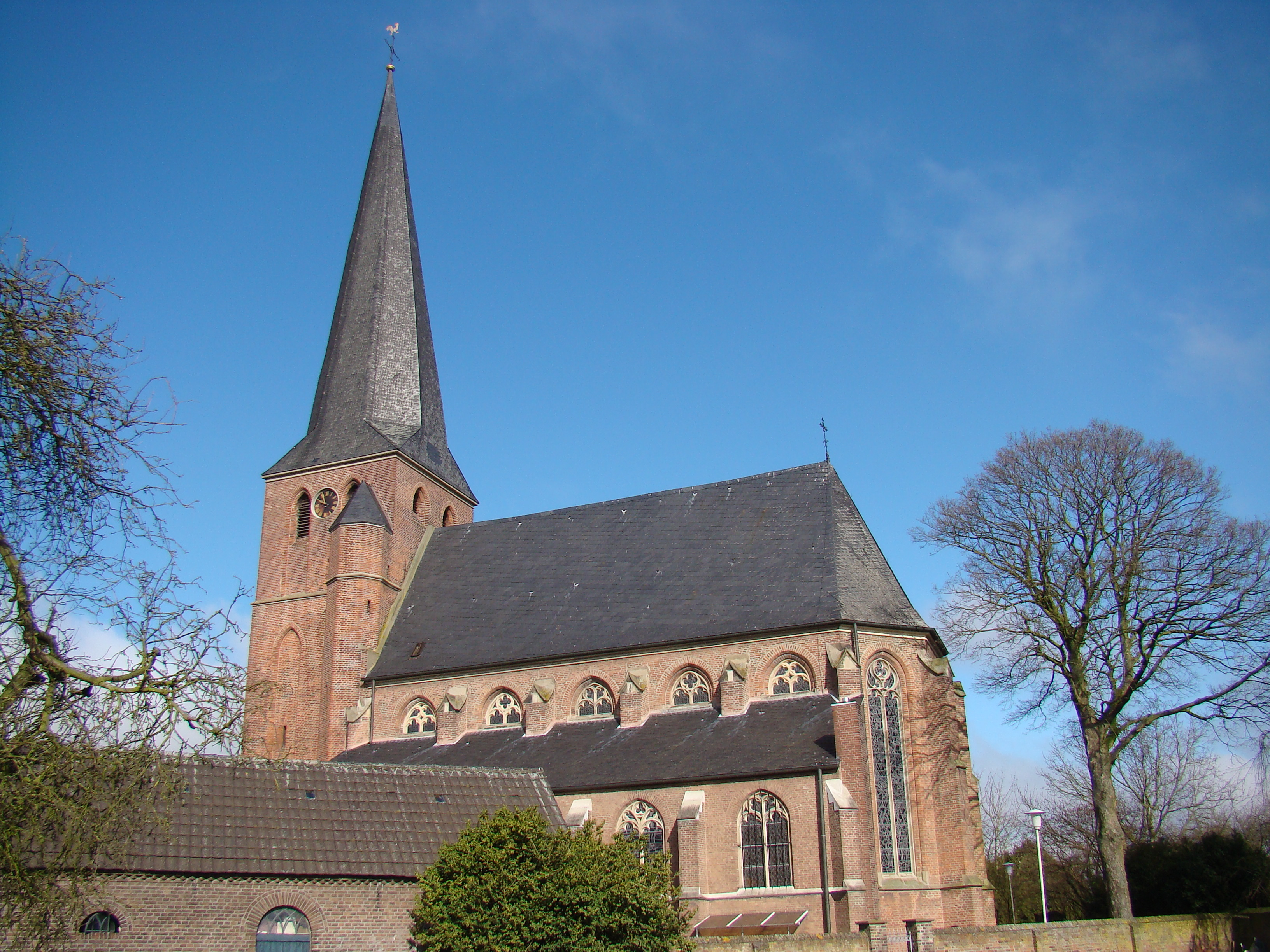
Katholische Kirche St. Martinus

Bei seinem Regierungsantritt 1347 erhielt Graf Johann von Kleve von Kaiser Ludwig dem Bayern das Privileg verliehen, den Nimweger Zoll an einen beliebigen Ort des klevischen Territoriums zu verlegen. Spätestens 1357 ist die Verlegung nach Griethausen erfolgt, wo sich zuvor nur ein Gutshof befunden hatte. 1364 sind Arbeiten zur Anlage einer Stadt bei der Zollburg nachweisbar, die 1373/74 Stadtrechte erhielt. Griethausen gehörte damit zu den später 24 Städten des Herzogtums Kleve. Durch eine Verlagerung des Rheins verlor der Griethauser Zoll schon zu Beginn des 15. Jahrhunderts wieder an Bedeutung. Durch die Kämpfe um Schenkenschanz im 17. Jahrhundert wurde Griethausen zerstört.
Ein Stift St. Johannes wurde 1447 gegründet und bestand bis 1802; ab 1514 wohnten dort Schwestern der dritten Regel „tertiae regulae“ (Dritter Orden).
Von 1794/98 (mairie im napoleonischen Departement de la Roer) bzw. 1816 nach der Rückkehr zum Königreich Preußen bis 1969 gab es eine Bürgermeisterei bzw. ein Amt Griethausen, zu dem noch Brienen, Kellen, Salmorth und Middelward, Warbeyen mit Hurendeich sowie Wardhausen (1945) gehörten.
Im nahegelegenen Klever Reichswald und im Umfeld des heutigen Ortes fand am Ende des Zweiten Weltkrieges im Februar 1945 die sogenannte Schlacht im Reichswald statt.
Am 1. Juli 1969 wurde Griethausen durch das Gesetz zur Neugliederung des Landkreises nach Kleve eingemeindet.

## Sehenswürdigkeiten
Die katholische Kirche St. Martinus ist ein ursprünglich einschiffiger spätgotischer Backsteinbau des späten 14. Jahrhunderts, dem 1433 ein nördliches Seitenschiff angefügt wurde; auch der Turm wurde wohl zu dieser Zeit angefügt. Bei einer neugotischen Renovierung 1850 erhielt die Kirche zudem ein südliches Seitenschiff.
Sehenswert ist das gotische, zwölf Meter hohe Sakramentshaus aus Sandstein aus dem Jahre 1490.
Markant ist die alte Eisenbahnbrücke, die einst eine Bahnverbindung von Köln über Neuss und Kleve zu den niederländischen Nordsee-Häfen herstellte (siehe auch Bahnstrecke Zevenaar–Kleve).

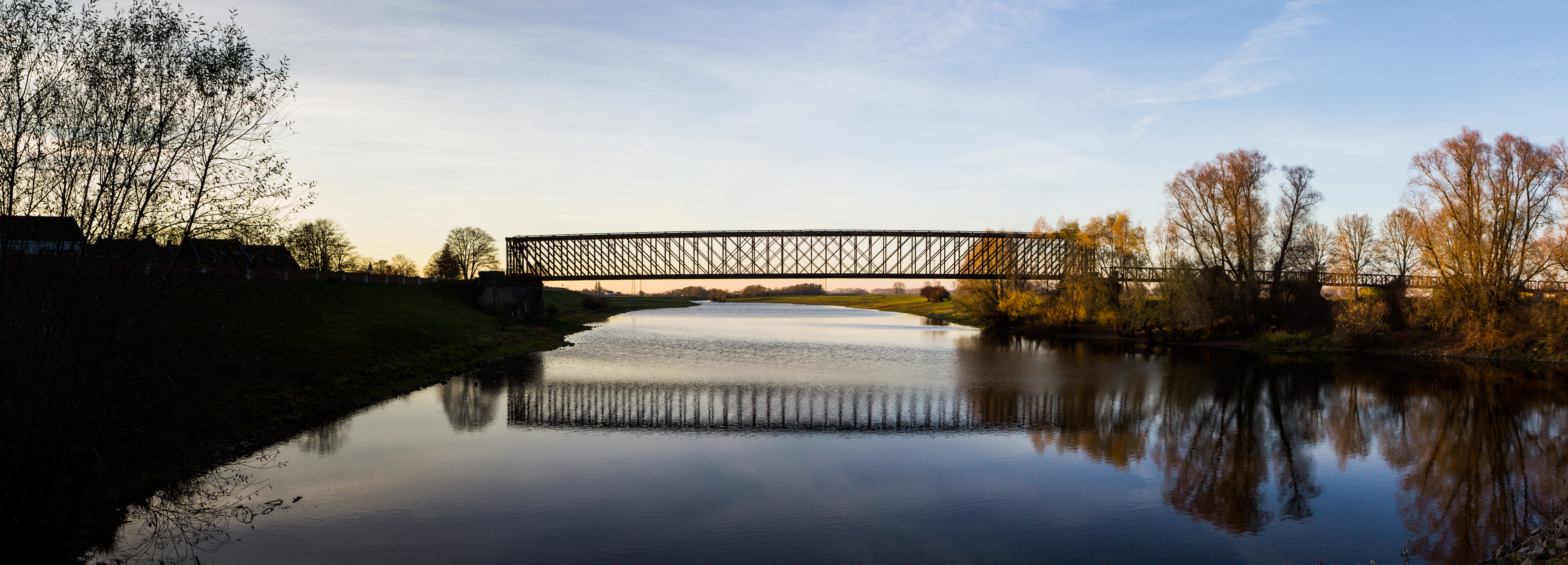
Die alte Eisenbahnbrücke in Griethausen

Panorama von Griethausen mit alter Eisenbahnbrücke über den Altrhein und neuer Deichbefestigung.

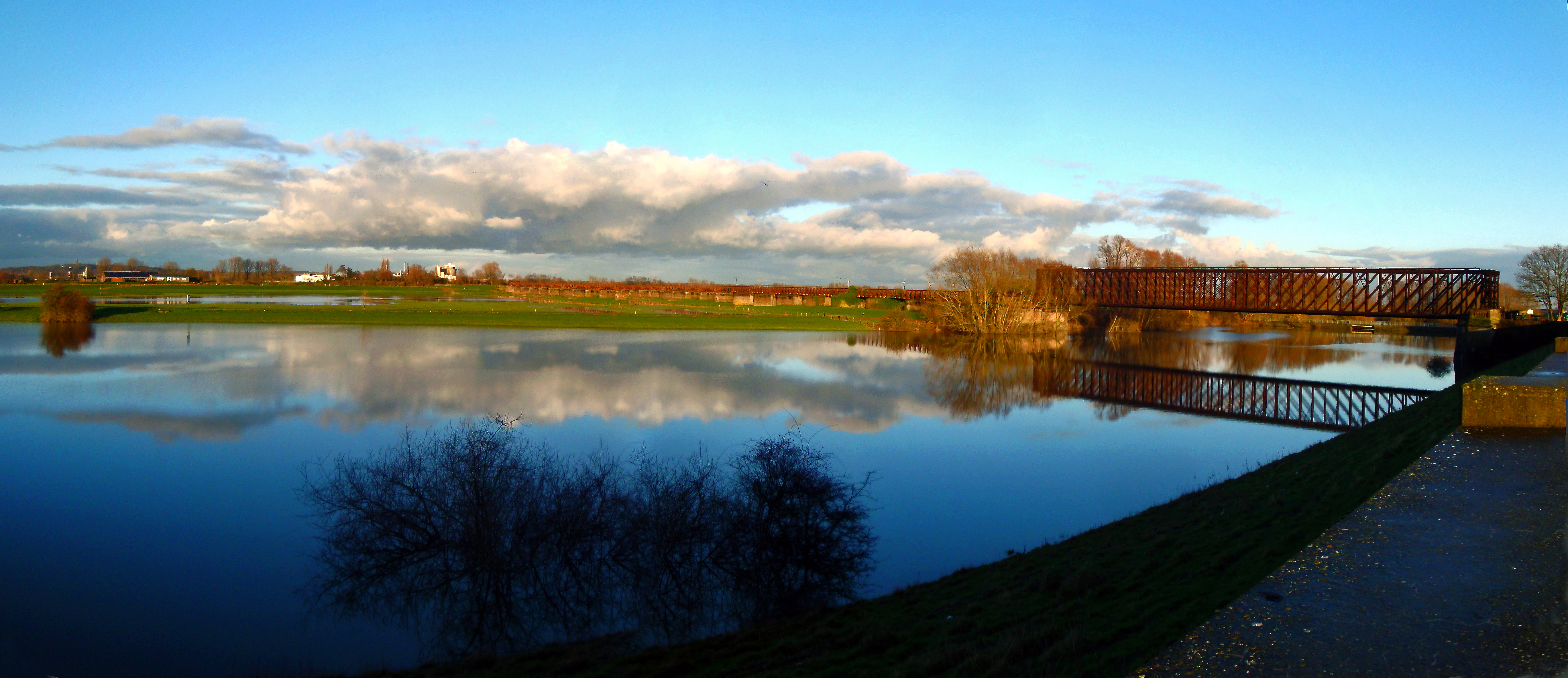
Griethausener Eisenbahnbrücke